# Wzgórza Hainburskie

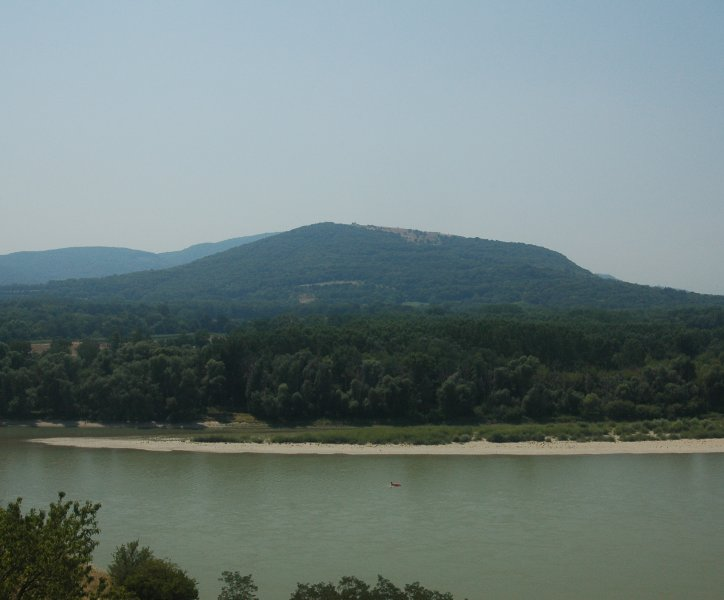
Wzgórza Hainburskie

Wzgórza Hainburskie (niem. Hundsheimer Berge, Hainburger Berge) - izolowane pasmo wzgórz w północno-wschodnim zakątku Dolnej Austrii, 40 km na wschód od Wiednia. 
Wzgórza Hainburskie leżą na południowym brzegu Dunaju, na odcinku między miejscowościami Bad Deutsch-Altenburg i Kittsee, naprzeciwko ujścia Morawy. Na północy dolina Dunaju oddziela je od Małych Karpat (choć Słowacy zaliczają je do tego pasma), tworząc przełom zwany Bramą Hainburską. Wraz z Małymi Karpatami i Górami Litawskimi Wzgórza Hainburskie oddzielają Kotlinę Wiedeńską na zachodzie od Kotliny Panońskiej na wschodzie. Na południu Wzgórza sąsiadują z Bramą Brucką (Brucker Pforte). 
Wzgórza Hainburskie są zbudowane częściowo z granitów i gnejsów, a częściowo z wapieni. Pod względem geologicznym stanowią część Małych Karpat i jako takie należą do subsystemu górskiego Karpat. Mimo tego, ze względu na położenie na południe od doliny Dunaju, we współczesnej geografii zalicza się je do subsystemu Alp. 
Najwyższym wzgórzem jest Hundsheimer Berg (480 m n.p.m.) na południe od Hainburga, poza tym wyróżniają się Braunsberg (346 m n.p.m.), najdalej wysunięty na wschód Königswarte (344 m n.p.m.) z panoramą Bratysławy, najdalej wysunięty na południe Spitzberg (302 m n.p.m.). Wzgórza Hainburskie są lesiste, na południowych stokach obsadzone winnicami. W obrębie wzgórz leżą dwa naddunajskie miasteczka: Hainburg z zachowanymi średniowiecznymi murami miejskimi, Bad Deutsch-Altenburg ze źródłami jodowych wód mineralnych oraz Petronell-Carnuntum ze stanowiskiem archeologicznym rzymskiego obozu warownego Carnuntum.